# Oftersheim
Oftersheim település Németországban, azon belül Baden-Württembergben. Lakosainak száma 12 211 fő (2023. december 31.). Oftersheim Hockenheim, Plankstadt és Schwetzingen községekkel határos.

## Népesség
A település népessége az elmúlt években az alábbi módon változott:
| Lakosok száma | 7039 | 8277 | 11 129 | 10 783 | 10 387 | 10 406 | 10 379 | 10 392 | 11 631 | 12 211 |
|               | 1961 | 1967 | 1974   | 1980   | 1987   | 1993   | 2000   | 2006   | 2013   | 2023   |